# 伊武希貝
22°11′S 46°28′E / 22.18°S 46.46°E
伊武希貝，是馬達加斯加的城鎮，位於該國南部，由伊霍羅貝區負責管轄，是伊武希貝區的首府，海拔高度755米，主要經濟活動是農業，2001年人口15,555。